# Colors (企業)
colors（カラーズ）は、株式会社ヒューが運営するアダルトゲームブランドである。

## 概要
2006年末から事業を縮小し、公式サイトも規模を縮小、ソフト販売もダウンロード販売のみに切り替えている。
また、2007年4月27日には魔法少女アイシリーズに関する一切の権利関係を、OVA版を製作発売したGPミュージアムソフト（ミルキーレーベル）に譲渡、さらにゲーム制作に関わった一部スタッフもGP社に移籍した。2008年12月19日に「魔法少女アイ参」がGP社で発売された。

## 作品一覧
- 2001年
  - 6月22日 - 魔法少女アイ
  - 11月22日 - 特命教師瞳
- 2002年
  - 2月22日 - 魔法少女アイplus
  - 9月27日 - 魔法少女アイ2
- 2003年
  - 7月25日 - サンダークラップス!
  - 12月26日 - 魔法少女アイDVD壱plus弐、特命教師瞳DVDフルボイス
- 2005年
  - 8月26日 - 狂い咲きヴァージンロード
- 2006年
  - 1月27日 - 魔法少女アイ2plus（初回版）
  - 3月24日 - 魔法少女アイplus（DVD）、魔法少女アイ2plus（通常版）